# Transpeptidation
Dans le domaine médical et scientifique, une transpeptidation est une réaction chimique (ex. : la conversion réversible d'un peptide en un autre par une protéase) dans laquelle un résidu d'acide aminé ou un résidu peptidique est transféré d'un composé aminé à un autre[source insuffisante].